# 科摩西亚尔纳银行
科摩西亚尔纳银行，是一家1970年成立的银行，总部位于塞尔维亚贝尔格莱德。截至2017年，它在塞尔维亚、黑山和波斯尼亚和黑塞哥维那拥有11个业务中心、13个分支机构和220个分支机构的网络。

## 历史
1970年12月1日，科摩西亚尔纳银行在南斯拉夫贝尔格莱德成立。1992年5月6日，它转变为股份制公司。
2002年11月，科摩西亚尔纳银行成立科摩西亚尔纳银行布德瓦分行，在黑山开展业务。该行在2006年9月起，通过其子公司巴尼亚卢卡分行（Komercijalna banka Banja Luka）在波斯尼亚和黑塞哥维那开展业务。
截至2014年12月，该银行的两大股东分别是塞尔维亚政府和欧洲复兴开发银行，分别占股42.6%和25%。
2015年3月，该银行管理层宣布，塞尔维亚政府计划在2017年下半年出售其在该银行的股份。然而拍卖多次推迟，最新公告称将在2019年进行。2019年6月，塞尔维亚政府以0.437亿欧元资金获得德国投资公司和瑞典国际基金持有的6.8%股份。同年11月，塞尔维亚政府以2.17亿欧元从欧洲复兴开发银行和国际金融公司收购34.58%的股份，使其在该行的持股比例增至83.23%。2020年2月26日，塞尔维亚政府与斯洛文尼亚NLB集团签署了价值3.8702亿欧元的交易协议，后者购买了政府持有的该行83.23%的股份。

## 证券市场及财务数据
根据2018年经审计的合并年度财务报告，该公司拥有3106名员工，公布的年度净收入为7090万欧元。截至2020年2月21日，科摩西亚尔纳银行的市值为4.5774亿欧元。

## 相关
- 塞尔维亚银行列表（英语：List of banks in Serbia）
- 塞尔维亚国家银行
- 贝尔格莱德证券交易所